# Десантные катера типа LCVP
Десантные катера типа LCVP (англ. Landing Craft, Vehicle and Personnel — «десантный катер, для личного состава и техники») — тип десантных катеров, применявшийся амфибийными силами ВМС США для транспортировки оборудования и войск морской пехоты с десантных кораблей на берег.
LCVP являются наиболее крупносерийным типом десантных катеров в истории американского флота. Всего для ВМС США было построено 22 492 катера. Ещё 2366 катеров было построено в рамках ленд-лиза.
Десантные катера LCVP могут эксплуатироваться на всех десантных кораблях ВМС США.
Катера LCVP имеют носовую аппарель для погрузки/разгрузки грузов десанта и способны перевезти за 1 рейс с десантного корабля на берег до 36 солдат или 1 армейский автомобиль или до 3,7 тонн груза.

## История создания и использования
Во время Второй мировой войны стала ясна необходимость применения для высадки морских десантов на необорудованное побережье небольших мелкосидящих катеров с защищёнными винтами, которые могли бы лечь носом на береговую полосу, быстро высадить десант, развернуться и уйти в открытое море. Им также необходима была рампа, чтобы десантники могли не прыгать с бортов в воду. Такой катер предложил предприниматель из Нового Орлеана Эндрю Хиггинс, чья компания производила специальные плавучие средства для нефтяников, ведущих разведку в болотах Южной Луизианы. Получив контракт на строительство катеров, Хиггинс быстро организовал их массовое производство, на котором было занято до 30 тыс. работников.
«Бот Хиггинса», как его стали неофициально называть, вмещал взвод из тридцати шести человек, либо десять солдат и джип. Это был самый массовый тип десантных катеров, которые использовались американскими военными.

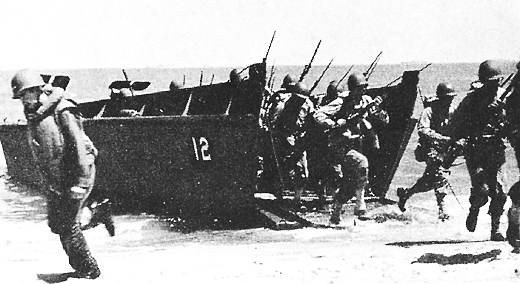
Десантники высаживаются с LCVP

Генерал Корпуса морской пехоты США Холланд Смит, командовавший десантными операциями на Тихом океане, писал, что лодка Хиггинса «сделала больше для победы на Тихом океане, чем любая другая единица боевой техники». Главнокомандующий войсками союзников в Европе Дуайт Эйзенхауэр назвал Эндрю Хиггинса «человеком, выигравшим для нас войну», так как без его катеров «вся стратегия войны была бы иной».